# Baja 500

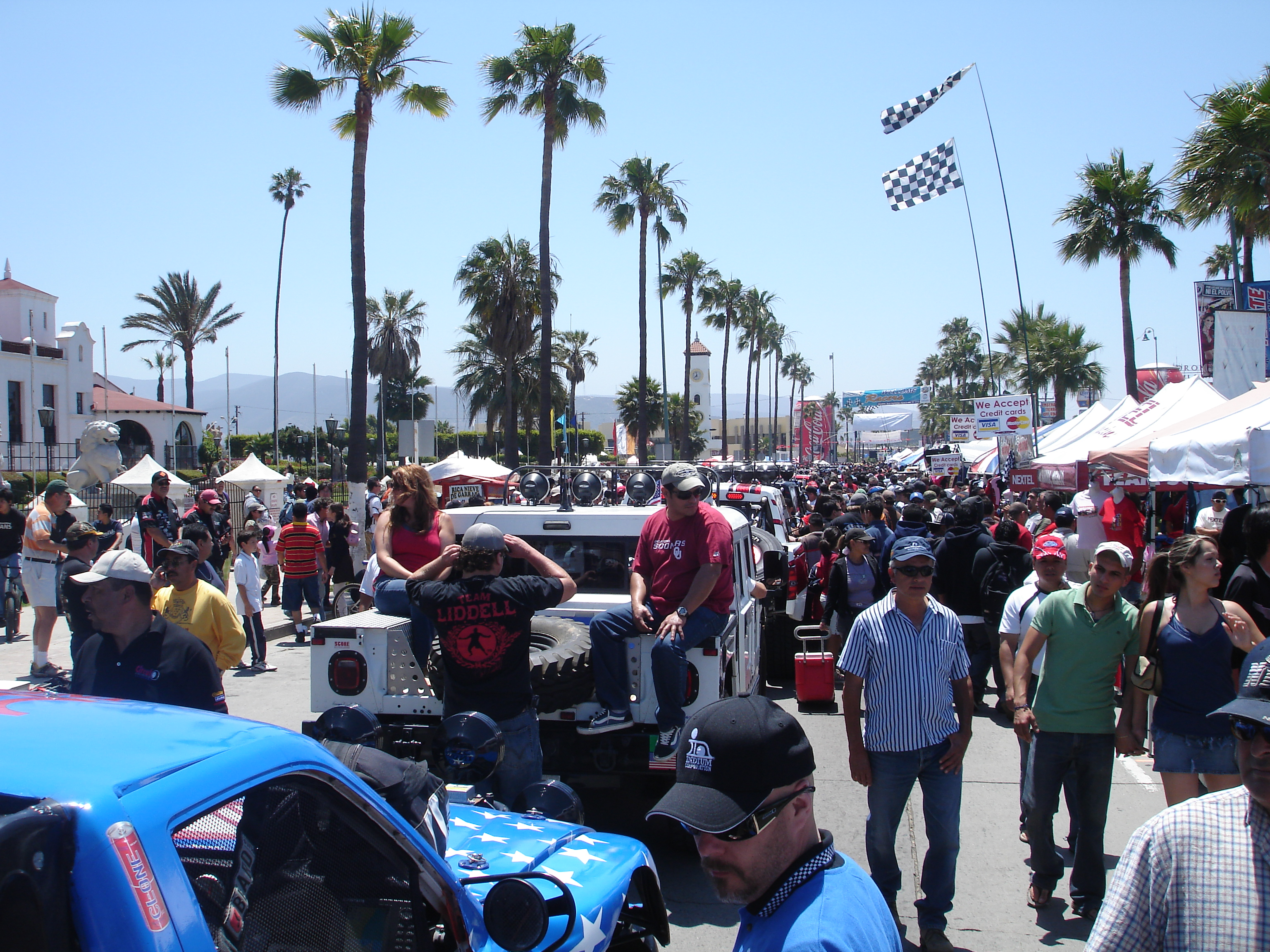
Contingencia Baja 500 2008

La Baja 500 es una carrera internacional de Rally raid que se realiza en el desierto de la península de Baja California, México. Tradicionalmente comienza y termina en la ciudad y puerto de Ensenada Baja California. Tiene un recorrido de alrededor de 500 millas, que varia año con año de acuerdo al diseño del recorrido.

## Categorías

### Coches y camiones
- SCORE Trophy Truck: Camiones ilimitados de producción abierta.
- SCORE Trophy Truck Legends: Open Production Unlimited Trucks ford Drivers de 50 años o más.
- SCORE Trophy Truck Spec: Camiones ilimitados de producción abierta con stock / motores V-8 sellados / 2wd.
- SCORE Clase 1: Rueda abierta ilimitada de ruedas individuales o dos plazas.
- SCORE Clase 1/2-1600: Suspensión limitada. Rueda abierta de un solo o dos plazas. (1600cc)
- PUNTUACIÓN Clase 2: Buggy limitado de 2.2 litros.
- SCORE Clase 3: Producción de Jeeps 4x4 de distancia entre ejes corta.
- PUNTUACIÓN Clase 4: Rueda abierta ilimitada de 2,2 litros.
- SCORE Clase 5: Errores ilimitados de Baja California.
- SCORE Clase 5-1600: Baja Bugs. (1600cc)
- SCORE Clase 6: Camiones chasis de tubo motorizado V6
- SCORE Clase 7: Mini camiones abiertos.
- SCORE Clase 7S: Mini camiones de stock. (3000cc)
- SCORE Clase 7SX: Mini camiones modificados. (4000cc)
- SCORE Clase 8: Camiones de dos ruedas motrices de tamaño completo.
- SCORE Clase 9: Distancia entre ejes corta, rueda abierta. monoplaza o dos plazas. (1600cc)
- SCORE Clase 10: Rueda abierta de ruedas individuales o dos plazas. (2000cc)
- SCORE Clase 11: Stock VW Sedans. (1600cc)
- SCORE Lites Clase 12: Rueda abierta limitada VW. Asiento único (1776cc) o biplaza (1835cc).
- SCORE Clase 17: Jeeps modificados 4x4 de producción de distancia entre ejes corta.
- SCORE Stock Full: Stock de camiones de tamaño completo.
- SCORE Stock Mini: Stock mini camiones. (4300cc)
- SCORE Baja Challenge: Coches de turismo Baja de ruedas abiertas limitados e idénticos.
- SCORE Sportsman Buggy:
- SCORE Sportsman Truck:
- SCORE Sportsman UTV: 660cc, vehículo utilitario de 4 ruedas.
- ProTruck: Camiones de producción limitada gobernados por la Baja ProTruck Off-Road Race Series

### Motocicletas
- SCORE Clase 20: 125cc o menos motocicletas de dos tiempos y 250cc o menos motocicletas de cuatro tiempos.
- PUNTUACIÓN Clase 21: 126cc a 250cc.
- PUNTUACIÓN Clase 22: 250cc o más.
- PUNTUACIÓN Clase 30: Jinetes mayores de 30 años.
- SCORE Clase 40: Jinetes mayores de 40 años.
- SCORE Clase 50: Jinetes mayores de 50 años.
- SCORE Clase 60: Jinetes mayores de 60 años.

### ATV
- PUNTUACIÓN Clase 24: 250cc o menos.
- PUNTUACIÓN Clase 25: 251cc o más.

## Ganadores
Año, Automóvil Troques | Motocicletas 
- 1968 Bud Ekins/Guy Jones | Doug Douglas/Jim McClurg
- 1970 Parnelli Jones | Bill Silverthorn/Gene Fetty
- 1971 Bobby Ferro | Malcolm Smth/J.N. Roberts
- 1972 Bobby Ferro | Gene Fetty/Bill Silverthorn
- 1973 Parnelli Jones | Howard Utsey/Mickey Quade
- 1974 Ivan Stewart/Bill Hrynko | Al Baker/Steve Holladay
- 1975 Ivan Stewart | Larry Roeseler/Bruce Ogilvie
- 1976 Bobby Ferro/Ivan Stewart | Larry Roeseler/A.C. Bakken
- 1977 Ivan Stewart | Larry Roeseler/Jack Johnson
- 1978 Bud Feldkamp/Malcolm Smith | Brent Wallingsford/Scot Harden
- 1979 Malcolm Smith/Bud Feldkamp | Jack Johnson
- 1980 Bob Gordon | Bruce Ogilvie/Chuck Miller
- 1981 Malcolm Smith/Bill Newbury | Larry Roeseler/Bruce Ogilvie
- 1982 Larry Ragland | Larry Roeseler/Chuck Miller
- 1983 Corky & Scott McMillin | Dan Ashcraft
- 1984 Larry Ragland | Dan Smith/Dan Ashcraft
- 1985 Ron Gardner/Bud Feldkamp | Kurt Pfeiffer/Scot Harden
- 1986 Corky & Scott McMillin | Garth Sweetland/Scot Harden
- 1987 Bob Gordon/Tim Crabtree | Larry Roeseler/Ted Hunnicutt Jr.
- 1988 Mark McMillin | Dan Ashcraft/Kurt Pfeiffer
- 1989 Robby Gordon | (no motocicletas)
- 1990 Robby Gordon | Larry Roeseler/Danny LaPorte
- 1991 Ivan Stewart | Garth Sweetland/Paul Krause
- 1992 Ivan Stewart | Larry Roeseler/T. Hunnicutt Jr./P. Krause
- 1993 Ivan Stewart | Danny Hamel/L. Roeseler/T. Hunnicutt Jr.
- 1994 Ivan Stewart | Paul Krause/Ted Hunnicutt Jr.
- 1995 Curt LeDuc | Paul Krause/Craig Smith
- 1996 Rob MacCachren | Paul Krause/Ty Davis
- 1997 Ivan Stewart | Johnny Campbell/Bruce Ogilvie
- 1998 Ivan Stewart | Johnny Campbell/Bruce Ogilvie
- 1999 Ivan Stewart | Jonah Street/Torsten Borstrom
- 2000 Larry Ragland | Jonah Street/Steve Hengeveld
- 2001 Mark McMillin | Steve Hengeveld/Jonah Street
- 2002 Troy Herbst/Larry Roeseler | Steve Hengeveld/Johnny Campbell
- 2003 Troy Herbst/Larry Roeseler | Steve Hengeveld/Johnny Campbell
- 2004 Alan Pflueger | Steve Hengeveld/Johnny Campbell
- 2005 Robby Gordon | Mike Childress/Mouse McCoy
- 2006 Brian Collins/Larry Ragland | Robby Bell
- 2007 Brian Collins/Larry Ragland | larry serna | kurt caselli
- 2008 Bj Baldwin | ROBBY BELL.
- 2009 HARLEY LETNER/ Kory Hallopoff | CAMERON CORFMAN
- 2010 Andy McMillin | Kendall Norman
- 2011 Bryce Menzies | Kendall Norman
- 2012 Bryce Menzies | Robby Bell
- 2013 Robby Gordon | Timmy Weigand
- 2014 Bryce Menzies | Ricky Brabec
- 2015 Apdaly Lopez | Ricky Brabec
- 2016 Gustavo Vildosola | Colton Udall
- 2017 Andy Mcmillin | Francisco Arredondo
- 2018 Rob MacCachren | Justin Morgan